# Aquilino Giménez
Aquilino Giménez Gaona (Ciudad del Este, Paraguay, 21 de abril de 1993) es un futbolista paraguayo. Juega de lateral derecho y volante derecho y actualmente milita en el Guaireña FC de la Primera División de Paraguay.

## Selección nacional
Fue parte del plantel de la selección paraguaya sub-20, que disputó la Copa Mundial de Fútbol Sub-20 de 2013, realizada en Turquía.

## Clubes
| Club                          | País     | Año           | PJ | Goles |
| ----------------------------- | -------- | ------------- | -- | ----- |
| Olimpia                       | Paraguay | 2012-2021     | 43 | 0     |
| Sportivo Luqueño (a préstamo) | Paraguay | 2014-2015     | 52 | 1     |
| Sol de América (a préstamo)   | Paraguay | 2016          | 19 | 1     |
| Sportivo Luqueño (a préstamo) | Paraguay | 2018          | 0  | 0     |
| Pelotas (a préstamo)          | Brasil   | 2019          | 0  | 0     |
| Santaní (a préstamo)          | Paraguay | 2019          | 0  | 0     |
| Guaireña (a préstamo)         | Paraguay | 2020          | 0  | 0     |
| Guaireña                      | Paraguay | 2021-presente |    |       |